# Bergia glutinosa
Bergia glutinosa là một loài thực vật có hoa trong họ Elatinaceae. Loài này được Dinter & Schulze-Menz mô tả khoa học đầu tiên năm 1941.